# Зорница Русинова
Зорница Димитрова Русинова е български политик.

## Биография
Завършва средно образование в Английската гимназия в Бургас. Завършила е магистратура по международни икономически отношения в УНСС. Отделно от това е завършила българска и английска филология в Софийския университет.
Зорница Русинова е Председател на Икономическия и социален съвет на Република България. В периода 2012 г. и 2020 е заместник-министър на труда и социалната политика в три правителства и министър на труда и социалната политика в периода 2016-2017. Като министър хората сигурно ще я запомнят най-вече с чувствителния нормативен ремонт, който поде с почивните дни. С промени в трудовото законодателство се слага край на дългите уикенди от четири дни и отработването в събота. Другата значима реформа е в Кодекса за социално осигуряване (КСО), като Русинова насърчи и работещите майки на деца до 1 година - ако се върнат на работа, да получават 50% от обезщетението за отглеждане на детето към заплатата си. 
Отговаряла е за политиките на пазара на труда, социалното включване, трудово право, европейските въпроси и международното сътрудничество и за управлението на европейските фондове. Заемала е ръководни позиции в Министерство на труда и социалната политика и в Министерство на държавната администрация и административната реформа.  Успешно е ръководила международни проекти на Американската агенция за международно развитие, на Програмата на ООН за развитие, на Българо-швейцарската програма за сътрудничество. Зорница Русинова е магистър по международни икономически отношения от УНСС, както и магистър по българска филология и по английска филология от СУ „Климент Охридски“.
От декември 2020 г. Зорница Русинова е избрана от Народното събрание за Председател на Икономическия и социален съвет на Република България.